# Agrónomos Mexicanos
Agrónomos Mexicanos es una localidad del estado mexicano de Chiapas. Es parte del municipio de Villaflores.

## Demografía
| Gráfica de evolución demográfica |
|                                  |

| Censo | Población |
| ----- | --------- |
| 1940  | 85        |
| 1950  | 317       |
| 1960  | 818       |
| 1970  | 1 052     |
| 1980  | 1 075     |
| 1990  | 1 205     |
| 2000  | 1 252     |
| 2010  | 1 202     |
| 2020  | 1 116     |